# The Grand Illusion
The Grand Illusion is het zevende in de studio opgenomen album van Styx. Het album is in Chicago opgenomen en kwam in 1977 uit. Het is een conceptalbum over zelfoverschatting en valse status; uiteindelijk zijn we allemaal hetzelfde. The Grand Illusion was het eerste album van Styx dat driemaal platina kreeg; er zijn meer dan 3 miljoen exemplaren van verkocht. Het was echter voornamelijk een Amerikaans succes.
Het album is verpakt in een platenhoes die een verwijzing bevat naar De blanco volmacht van René Magritte.
Dennis DeYoung schreef ook een speciaal refrein in het thema van dit album:
so if you think your life is complete confusion
'cause your neighbor's got it made
just remember that it's a grand illusion
and deep inside we're all the same

## Musici
- Dennis DeYoung - toetsinstrumenten, zang
- Chuck Panozzo - basgitaar, zang
- John Panozzo - slagwerk, zang
- Tommy Shaw - akoestische en elektrische gitaar, zang
- James Young - gitaar, toetsinstrumenten, zang

## Muziek
| Nr. | Titel                                         | Duur |
| --- | --------------------------------------------- | ---- |
| 1.  | The Grand Illusion (Deyoung)                  | 4:36 |
| 2.  | Fooling Yourself (The Angry Young Man) (Shaw) | 5:29 |
| 3.  | Superstars (DeYoung, Shaw, Young)             | 3:59 |
| 4.  | Come Sail Away (Deyoung)                      | 6:07 |
| 5.  | Miss America (Young)                          | 5:01 |
| 6.  | Man in the Wilderness (Shaw)                  | 5:49 |
| 7.  | Castle Walls (Deyoung)                        | 6:00 |
| 8.  | The Grand Finale (DeYoung, Shaw, Young)       | 1:58 |

Man in the wilderness is geïnspireerd op het album Leftoverture van Kansas. Kansas en Styx hadden een gezamenlijke tournee. Het album van Kansas was opgenomen in een geluidstudio, dat nogal afgelegen lag. 

## Hitlijsten
Het album stond een aantal weken in de Billboard Album Top 200 van Billboard met een hoogste notering op de zesde plaats. Daar stak één week notering op de 49e plaats in de Nederlandse Album Top 100 schril bij af. De twee singles die van dit album werden afgehaald, haalden ook noteringen in de Billboard Hot 100: Come Sail Away haalde een 8e plaats, Fooling Yourself een 28e (geen notering in Nederland).

## Andere betrokkenen
- Barry Mraz - productieassistent, geluidstechnicus
- Rob Kingsland - geluidstechnicus
- Mike Reese - mastering
- Derek Sutton - manager en directie
- Platenhoes: Roland Young (albumverpakking), Jim McCrary (fotografie), Chuck Beeson (albumontwerp) en Kelly and Mouse (platenhoes)
- Toer: Jim Vose (manager), Jeff Ravitz (lichtshow), John "Tarkus" Schaefer (toermanager), Bob "Yaz" Jastrzembski (benodigdheden en stunts), Judson Terry Phelps (monitors)